# Ignoratio elenchi
Ignoratio elenchi é uma expressão latina pela qual também é conhecida a falácia da conclusão irrelevante ou pseudoconclusão. Esta falácia informal ocorre quando o argumentador tira uma conclusão inválida das premissas apresentadas, mas assemelhada a uma conclusão que seria correto se extrair.

## Exemplo
1. É através dos impostos que o governo obtém dinheiro para ajudar os cidadãos mais carenciados;
2. Dados demonstram que ainda há muitas pessoas com carências;
3. Logo, a solução é o governo aumentar os impostos.
Este argumento não prova o que pretende, ou seja, que as carências dos cidadãos se resolvam com a subida de impostos.